# John Bell (Politiker, 1797)

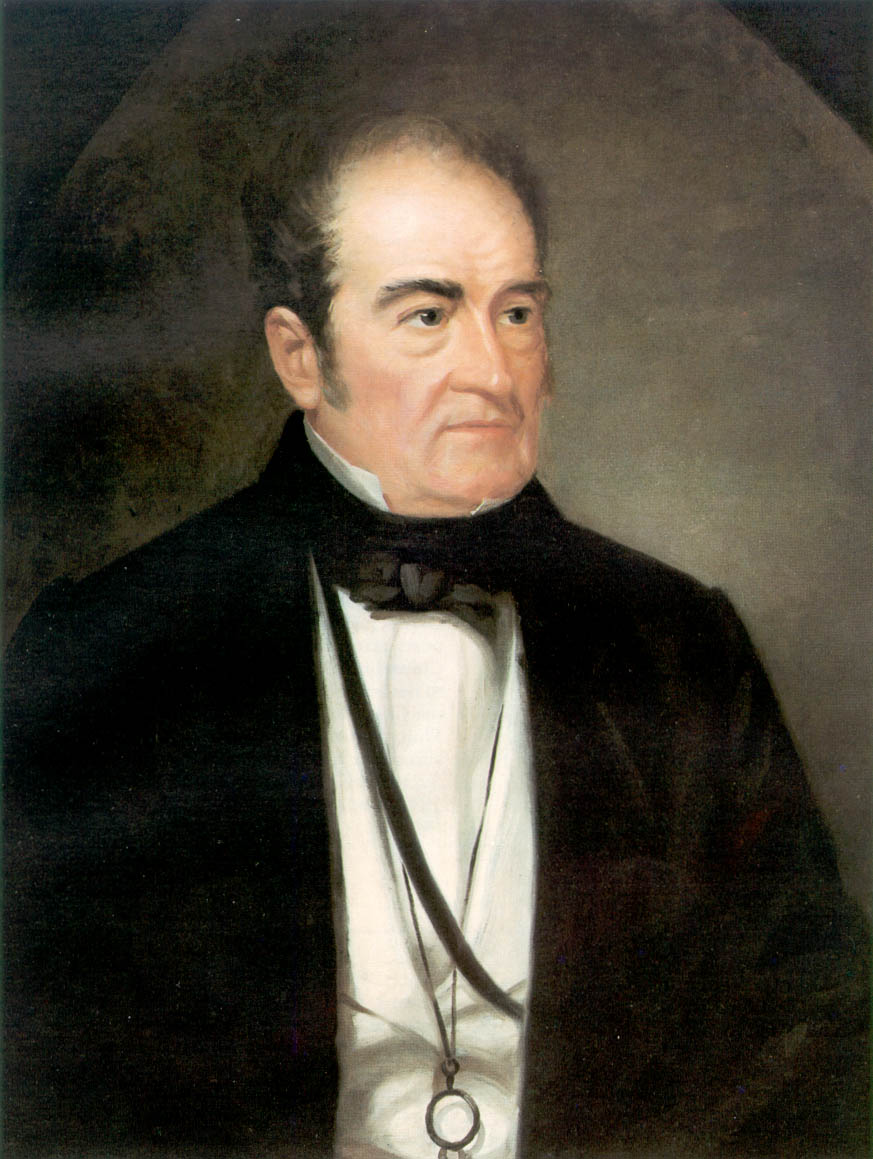
John Bell

John Bell (* 18. Februar 1797 bei Nashville in Tennessee; † 11. September 1869 im Dickson County, Tennessee) war ein US-amerikanischer Politiker. Er war Kriegsminister der Vereinigten Staaten und Sprecher des Repräsentantenhauses.

## Leben
Als wohlhabender Sklavenhalter betrat John Bell 1817 die politische Laufbahn und lenkte teils in der Regierung von Tennessee, teils im Kongress in Washington die allgemeine Aufmerksamkeit auf sich. Von 1827 bis 1841 war er Mitglied des Repräsentantenhauses im Kongress und wurde vom 2. Juni 1834 bis zum 3. März 1835 dessen Sprecher. Er trennte sich unter dem Präsidenten Andrew Jackson von der Demokratischen Partei und wurde Mitglied der Whig Party. Vom Präsidenten William Henry Harrison wurde er 1841 als Kriegsminister ins Kabinett berufen. 1847 wurde Bell in den US-Senat gewählt und verblieb dort bis 1859.
Im Jahr 1860 von der Constitutional Union Party als Präsidentschaftskandidat gegen John C. Breckinridge, Stephen A. Douglas und Abraham Lincoln aufgestellt, erhielt Bell 13 Prozent aller Wählerstimmen. Dies entspricht 592.906 Wählern, welche für ihn gestimmt haben. In den Staaten Virginia, Kentucky und Tennessee ging er sogar als Sieger hervor. 
Obwohl er während des Bürgerkrieges mit den Südstaaten sympathisierte, nahm er doch in keiner Weise tätigen Anteil am Kampf.